# Ігаль Ясінов
Ігаль Ясінов (івр. יגאל יאסינוב, нар. 27 квітня 1966, м. Харків) — колишній ізраїльський політик, який був членом Кнесету від фракцій «Шинуй», «Національного союзу» «Га-Олім» та «Наш дім Ізраїль» з 2003 по 2006 рік.

## Біографія
Ігаль Ясінов народився 27 квітня 1966 року у м. Харкові.
У 1993 році вже після розпаду Радянського Союзу Ясінов іммігрував до Ізраїлю
Ігаль Ясінов приєднався до партії «Шинуй» перед парламентськими виборами 1999 року і працював помічником депутата Віктора Браїловського. Він був активним в єрусалимському осередку партії, та отримав 15 місце у партійному списку «Шинуй» на парламентських виборах 2003 року. На тих виборах він став членом Кнесету. Під час свого першого терміну він був членом Комітету з науки і технологій, Комітету з прав дитини, Комітету з громадських петицій, Комітету у справах імміграції, абсорбції та діаспори, а також Комітету з питань праці, соціального забезпечення та охорони здоров'я.
У січні 2004 року на нього був скоєний замах на вбивство і був поранений біля свого будинку в єрусалимському районі Рамат Шаретт. У листопаді 2005 року він був поранений під час бійки зі студентами під час протестів на площі Рабіна в Тель-Авіві.
1 лютого 2006 року Ігаль Ясінов залишив фракцію партії «Шинуй», щоби сформувати фракцію «Га-Олім», яка потім об'єдналася у фракцію «Наш дім Ізраїль» партії «Національний союз». Ближче до кінця терміну повноважень Кнесету «Наш дім Ізраїль» відокремився від «Національного союзу».
На парламентських виборах 2006 року він був у партійному списку на 14-му місці в партійному списку і не пройшов до наступного скликання Кнесету, оскільки його партія отримали лише 11 мандатів.
Після цього він став заступником голови Єврейського національного фонду.